# Живое вещество
Живое вещество — совокупность живых организмов в биосфере, вне зависимости от их систематической принадлежности, процесс общей жизнедеятельности всех организмов.
В 1916 году В. И. Вернадский определил живое вещество Земли по суммарному весу, химическому составу и заключённой в нём энергии. Организмы питаются, растут, размножается и прогоняют через себя материю — причина движения биомассы. Описал в книге «Очерки геохимии».
Современное понятие не следует путать с терминами биомасса, биологическая продуктивность и биогенное вещество.

## История
Термин активно использовался В. И. Вернадским в понятии биомасса и основной «живой» компонент биосферы. В «биоморфной» картине мира В. И. Вернадского «живое вещество», выступает как основополагающая планетарно-космическая сила (живое и «косное» вещество изначально существуют в космосе и не могут происходить друг от друга).
В 1926 году был организован «Отдел живого вещества» в Комиссии естественных производительных сил России (КЕПС) АН СССР. Из этого отдела в 1928 году была образована «Биогеохимическая лаборатория» (БИОГЕЛ) АН СССР, сейчас в ГЕОХИ РАН).
В октябре 1945 года заседании Учёного совета Почвенного института имени В. В. Докучаева был заслушан доклад И. В. Тюрина «О количественном участии живого вещества в составе органической части почв». Автор доклада, критически рассмотрел существующие взгляды (впервые высказанные академиком С. П. Костычевым). Он сделал вывод, что о том что масса вторичных форм органического вещества (где преобладающая роль принадлежит телам бактерий, затем беспозвоночным, протозоа, грибам и актиномицетам) составляет не более 1 т/га, то есть всего около 1—2 % общей массы гумуса в серозёмах и десятые доли процента в почвах с высоким и средним содержанием гумуса (что ниже предыдущих оценок).
В 1945—1950 годах этот термин также использовался в теории «живого вещества» О. Б. Лепешинской, где под «живым веществом» она понимала «неоформленную протоплазму», из которой самопроизвольно возникают клетки.

## Описание
Некоторые органические вещества содержат атомы с переменной степенью окисления (соединения железа, марганца, азота и др.). При этом на поверхности Земли преобладают биогенные процессы окисления и восстановления. Обычно окислительная функция живого вещества в биосфере проявляется в превращении бактериями и некоторыми грибами относительно бедных кислородом соединений в почве, коре выветривания и гидросфере в более богатые кислородом соединения. Восстановительная функция осуществляется при образовании сульфатов непосредственно или через биогенный сероводород, производимый различными бактериями. И здесь мы видим, что данная функция является одним из проявлений средообразующей функции живого вещества.
Транспортная функция — перенос вещества против силы тяжести и в горизонтальном направлении. Ещё со времён Ньютона известно, что перемещение потоков вещества на нашей планете определяется силой земного тяготения. Неживое вещество само по себе перемещается по наклонной плоскости исключительно сверху вниз. Только в этом направлении движутся реки, ледники, лавины, осыпи.
Живое вещество охватывает и перестраивает все химические процессы биосферы. Живое вещество есть самая мощная геологическая сила, растущая с ходом времени. Воздавая должное памяти великого основоположника учения о биосфере, следующее обобщение А. И. Перельман предложил назвать «законом Вернадского»:

Миграция химических элементов на земной поверхности и в биосфере в целом осуществляется или при непосредственном участии живого вещества (биогенная миграция) или же она протекает в среде, геохимические особенности которой (О2, СО2, H2S и т. д.) преимущественно обусловлены живым веществом как тем, которое в настоящее время населяет данную систему, так и тем, которое действовало на Земле в течение всей геологической истории.

За счёт активного передвижения живые организмы могут перемещать различные вещества или атомы в горизонтальном направлении, например за счёт различных видов миграций. Перемещение, или миграцию, химических веществ живым веществом Вернадский назвал «биогенной миграцией атомов или вещества».